# Luna Vanzeir
Luna Vanzeir (Beringen, 7 januari 2003) is een Belgische voetbalspeelster. Ze speelt anno 2024 bij RSCA Anderlecht en debuteerde in 2021 voor het nationaal elftal.

## Nationale ploeg
Op 12 juni 2021, in een oefeninterland tegen Luxemburg, maakte Vanzeir (samen met 7 andere debutanten) haar debuut voor de Red Flames. Ze kwam in de 77e minuut van die wedstrijd Jassina Blom aflossen.
| Interlands van Luna Vanzeir voor België | Interlands van Luna Vanzeir voor België | Interlands van Luna Vanzeir voor België | Interlands van Luna Vanzeir voor België | Interlands van Luna Vanzeir voor België | Interlands van Luna Vanzeir voor België | Interlands van Luna Vanzeir voor België |
| No.                                     | Datum                                   | Wedstrijd                               | Uitslag                                 | Soort Wedstrijd                         | Doelpunten                              |                                         |
| Als speelster bij OH Leuven             | Als speelster bij OH Leuven             | Als speelster bij OH Leuven             | Als speelster bij OH Leuven             | Als speelster bij OH Leuven             | Als speelster bij OH Leuven             | Als speelster bij OH Leuven             |
| --------------------------------------- | --------------------------------------- | --------------------------------------- | --------------------------------------- | --------------------------------------- | --------------------------------------- | --------------------------------------- |
| 1.                                      | 12 juni 2021                            | Luxemburg – België                      | 0 – 1                                   | Vriendschappelijk                       | -                                       |                                         |
| Totaal                                  | Totaal                                  | Totaal                                  | Totaal                                  | Totaal                                  | 0                                       |                                         |

Bijgewerkt tot 13 december 2022

## Trivia
- Luna is de zus van Dante Vanzeir.[2]